# فيلا بولونيا
فيلا بولونيا (بالإنجليزية: Villa Bologna)‏ هي منزل فخم مالطي يقعُ في قرية عطار في المنطقة الوسطى من مالطا. بني هذا المنزل السياحي على الطراز الباروكي الفخم، وقد أُطلقَ عليه اسم «أجمل منزل ريفي في القرن الثامن عشر يتمُّ بناؤه لعائلة مالطية».
تعتبر فيلا بولونيا مثيرة للاهتمام لتاريخها بقدر ما تتميز بهندستها المعمارية وحدائقها التي تعد، بعد حدائق سان أنطون المجاورة، أكبر الحدائق التاريخية في مالطا. بُني هذا المنزل خلال فترة حكم فرسان الإسبتارية وتوسَّعت خلال فترة الاستعمار البريطاني، حيثُ كانت فيلا بولونيا مركزية في التاريخ الفني والثقافي والاجتماعي والسياسي لمالطا، كما يُعتبر نصبًا تذكاريًا وطنيًا. 

## التاريخ
تم بناء فيلا بولونيا، من قبل فابريزيو جريتش، في عام 1745 كهدية لابنته ماريا تيريزا جريتش على زواجها من نيكولاس بيرديكوماتي بولونيا الذي عُرف فيما بعد باسمِ الكونت الثاني ديلا كاتينا. كان فابريزيو جريتش مستشارًا لغراند ماستر بينتو. بفضل هذه المناصب، أصبحَ جريتش رجلاً ثريًا ومؤثرًا بشكل كبير. هناك قصة تكررت كثيرًا ولكن لم يتم إثباتها مطلقًا، وتقول إنه تم استفزازه لبناء مسكن يفوق الجمال والروعة لابنته بعدما شكّك في مكانته الاجتماعية من قبل أصهاره الجدد. هذه القصّة مشكوكٌ فيها على اعتبار أن عائلة بيرديكوماتي بولونيا لم تكن عائلة ذات لقب قديم أساسًا، كما أنّ رجلًا مثل جريتش كان موثوقًا، مع أنّ من كات يفوقه كان معروفًا بأسلوبه المتسلط، خاصّة أنه يمتلك موارد كافية لبناء قصر وغيره. هناك أيضًا بعض الأدلة التي تشير إلى أن جريتش ووالد ابنته كانا قريبين جدًا بالفعل. مهما كانت الحالة، تزوج نيكولاس بيرديكوماتي بولونيا وماريا تيريزا جريتش في 25 أبريل 1745  وتم منحهما هذه "الفيلا الرائعة" كهدية زفاف. خلف نيكولاس ابنته ماريا جيوفانا بيرديكوماتي بولونيا (الكونتيسة الثالثة) وبعد ذلك ابنته الصغرى أنجيلا بيرديكوماتي بولونيا (الكونتيسة الرابعة). تزوجت أنجيلا من البارون سكيبيراس واللقب، بالإضافة إلى الاستحواذ وانتقلت الفيلا إلى ابنهما نيكولاس سكيبراس بولونيا في عام 1798. بعد وفاة نيكولاس سكيبراس بولونيا دون إصدار، الكونت ديلا كاتينا الخامس، في عام 1875، تم حل دعوى قضائية مطولة بين الورثة المفترضين للكونت الخامس في عام 1882 عندما منحت اللجنة القضائية لمجلس الملكة الخاص العنوان والأراضي، بما في ذلك فيلا بولونيا إلى جيرالد ستريكلاند، حفيد أنجيلا بيرديكوماتي بولونيا وزوجها بارون سكيبراس.
جيرالد ستريكلاند، الذي أصبح الآن جيرالد كونت ديلا كاتينا، تم ترقيته لاحقًا أيضًا إلى نبلاء المملكة المتحدة حيث كان بارون ستريكلاند من سيزيرغ، ما بشَّر بعصر جديد لفيلا بولونيا. ربما كان الكونت السادس، المعروف أكثر باسم اللورد ستريكلاند، أكثر مواطني مالطا نفوذاً سياسياً في تاريخها. نجل والتر ستريكلاند، وهو ضابط في البحرية البريطانية لعائلة من النبلاء المالكين للأراضي ينحدر جزئيًا من ملوك بلانتاجنيت ونورمان خلال إدوارد الثالث، كان اللورد ستريكلاند يتمتع بمهنة سياسية مذهلة وشغل العديد من المناصب السياسية في كل من مالطا وحول الإمبراطورية البريطانية. في وقت من الأوقات، شغل في وقت واحد منصب زعيم المعارضة في مالطا وكذلك منصب النائب المحافظ عن لانكستر في مجلس العموم البريطاني. في وقت لاحق تم انتخابه رئيسًا للوزارة (مكتب يعادل منصب رئيس الوزراء) في مالطا أيضًا. بحلول ذلك الوقت، كان قد استقال من مقعده من مجلس العموم البريطاني لشغل مقعد في مجلس اللوردات بعد ترقيته إلى رتبة النبلاء مثل بارون ستريكلاند من سيزيرغ. كما تم تعيينه حاكمًا لعدد من المستعمرات البريطانية، وهو المستعمر الوحيد الذي شغل هذا المنصب على الإطلاق. كانت هذه هي مكانة الرجل لدرجة أنه نال لقب "باتر باتريا"، أجرى اللورد ستريكلاند زيجتين مفيدتين للغاية. ففي عام 1890، تزوج اللورد ستريكلاند من السيدة إيدلين ساكفيل ويست، ابنة إيرل دي لا وار السابع. أعطته السيدة إيدلين ثمانية أطفال، بما في ذلك هون. ماري كونستانس ستريكلاند، حضرة. سيسيليا فيكتوريا ستريكلاند و هون. مابل إديلين ستريكلاند. لم ينج أي منهما من طفولتهما من الصبيان المولودين للورد ستريكلاند. خلال هذه السنوات، تولى اللورد ستريكلاند العديد من حكام المستعمرات البريطانية حول الإمبراطورية البريطانية، وبينما كانت العائلة غائبة عن فيلا بولونيا، سمح بسخاء لأمر من الراهبات المتدينات باحتلال الفيلا حتى تعود العائلة إلى مالطا. توفيت السيدة إيدلين عام 1918. في عام 1926، تزوج اللورد ستريكلاند من مارغريت هولتون، ابنة قطب الصحف إدوارد هولتون. كانت الليدي ستريكلاند هي التي كانت ستعمل على تحديث فيلا بولونيا، ووسعت مع صديقتها الكونت جوزيبي تيوما كاستيليتي الحدائق إلى ما هو أبعد من حدودها الأصلية، ورفعت جدران مكان الإقامة وزينتها بأعمدة. أضافت الأبراج، وزرعت مئات الأشجار، والعديد من الأنواع الغريبة، ووضعت النوافير والبرك ذات الطابع الفريد والجمال. إذا كان فابريزيو جريتش قد بنى فيلا رائعة، فإن السيدة ستريكلاند هي التي ستحولها إلى جنة بستنة. 
في عام 1940، توفي اللورد ستريكلاند، وللمرة الأولى منذ بنائه، تم إبعاد ملكية فيلا بولونيا عن لقب كاتينا. انتقل اللقب إلى هون، الابنة الكبرى للورد ستريكلاند. ماري كونستانس هورنيولد ستريكلاند  بينما انتقلت فيلا بولونيا إلى جيرالد إدموند هوبرت دي ترافورد (1929 - 2015)، الابن الأكبر لهون. سيسيليا فيكتوريا ستريكلاند وزوجها الكابتن هوبرت دي ترافورد. في عام 1971، تزوج جيرالد من هيلينا كاثرينا شارلوت هالو (مواليد 1945) وأنجبا طفلين - الدكتورة ألويسيا سيسيليا ماري دي ترافورد (مواليد 1973) وجاسبر بيتر بول سيبراند دي ترافورد (مواليد 1975). بعد وفاة جيرالد في عام 2015، ورث ابنه جاسبر، الذي كان يدير الحوزة منذ عام 2009، فيلا بولونيا وهو الآن المالك الحالي للفيلا، السابعة من خطه الذي يمتلكها. تزوج جاسبر من فلور سيسيليا كيت دي ترافورد (مواليد 1978) وأنجبا ولدين، كوزمو بنديكت راندولفوس (مواليد 2011) ومونتاج فرانسيس همفري (مواليد 2013).

## التصميم

### المُصمِّم
المهندس المعماري لفيلا بولونيا غير معروف ولكن جرت محاولة لإسناد هذا التصميم إلى دومينيكو كاتشيا، كابوماسترو ديلا فوندازيوني مانويل، هذا لأن تصميم قصر سلمون، المشابه جدًا في بعض الأماكن لتصميم فيلا بولونيا، قد نُسب أيضًا إلى كاشيا. ومع ذلك، فإن هذا الإسناد غير مثبت ومؤقت في أحسن الأحوال. تشير الأبحاث الحالية إلى أن أندريا بيلي، الذي كان مهندسًا معماريًا مشاركًا في إعادة بناء أوبيرج دي كاستيل بين عامي 1741 و 1744،)، قد يكون مسؤولاً عن فيلا بولونيا. قد يبدو هذا الاحتمال بعيدًا، لكن هناك تشابهًا معينًا بين أوبيرج دي كاستيل وفيلا بولونيا، بالإضافة إلى تواريخ إعادة بناء قشتالة (1741-1744 )، قبل عام واحد فقط من بناء فيلا بولونيا، يدعم هذه الفرضية. علاوة على ذلك شقيق أندريا بيلي الذي كان زميلًا لفابريزيو جريتش، ويبدو أن هذا الأخ نفسه قد تواطأ بشكل كبير مع فابريزيو جريتش وبيرديكوماتي بولونيا في قضية بولونيا تيستافيراتا. تقدم هذه الروابط الوثيقة بين الشخصيات الرئيسية في القصة وأندريا بيلي أدلة ظرفية قوية على أن بيلي كان بالفعل مهندس فيلا بولونيا. التأكيد، ومع ذلك، يتطلب مزيدا من البحث. ومع ذلك، فإن هذا الدليل الذي يربط بين أكثر القصور فخامة وفخامة التي أقامها فرسان مالطا مع فيلا بولونيا يعطي نظرة ثاقبة على شخصية فابريزيو جريتش. كما يتحدث مجلدات عن مدى نفوذه وثروته. 
تم تشييد الفيلا على مخطط رباعي أساسي، تبلغ مساحتها حوالي 440 متر مربع. ومع ذلك، هناك العديد من الأجنحة والملحقات للمبنى الرئيسي، وبعضها يسبق المبنى الرئيسي نفسه. وتشمل هذه فيلا قديمة ومزرعة قديمة وجناح جانبي يمتد من الزاوية الجنوبية الغربية للفيلا الرئيسية إلى ما يُعرف بنيمفايوم. كان هناك قفص للطيور وغرفة طاحونة على جانب واحد من هذه النافورة وقفص وبرج على الجانب الآخر. تم إنشاء امتداد آخر على طول الواجهة الغربية من قبل السيدة ستريكلاند. هذا هو طابق نصفي يسمح بتوسيع غرفة الطعام الرئيسية وإضافة بعض أماكن إقامة الموظفين. تم بناء الفيلا على الطراز الباروكي، مع بعض التأثيرات الكلاسيكية الجديدة هنا وهناك. 

### التصميم الخارجي
تعد الواجهة الأمامية (الشرقية) بمثابة انتصار للعمارة الباروكية المتوسطية، حيث تتميز بتعبيرات متقنة عن المصطلح الباروكي وتشمل شرفة كبيرة تمتد على طول الواجهة الأمامية بالكامل. المصطلح مبهر ولكن النسب ممتازة لدرجة أن المشاهد لا يغمره الحجم الضخم للفيلا. الواجهة الجنوبية أيضًا على الطراز الباروكي ولكنها أكثر هدوءًا. لا توجد واجهات منحوتة في الجهة الغربية والشمالية. أحد العناصر الجديرة بالملاحظة هو أن النوافذ في الطابق العلوي ذات طراز نيو كلاسيك، وهو شذوذ واضح في مبنى باروكي شديد الحزم. قد يكون هذا بسبب الموضة المتغيرة للسنوات التي تم فيها بناء الفيلا. تمت إضافة طابق نصفي على طول الواجهة الغربية من قبل السيدة ستريكلاند في عشرينيات القرن الماضي. طراز الميزانين كلاسيكي ومختلف تمامًا عن باقي الفيلا حيث تم تصميمه ليلائم الحديقة الجديدة بدلاً من الفيلا. يحتوي هذا الجانب على إضافة نوافذ مظللة مزينة بزجاج ملون جميل للغاية يحمل الأجهزة النبيلة لعائلات بولونيا وستريكلاند. تضرر الزجاج المعشق أثناء الحرب عندما سقطت قنبلة على أرض الفيلا وتم إصلاحها في فلورنسا بعد الحرب. على يمين نيمفايوم الكبير يوجد مبنى يسمى بافيُّون والذي كان بمثابة ورشة عمل حيث مارس اللورد ستريكلاند، وهو نجار ومهندس هواة، هواياته المفضلة. كان الجناح في الأصل عبارة عن غرفة للطيور والمطحنة وكانت غرفة الطاحونة هي التي أصبحت بمثابة ورشة عمل للورد ستريكلاند.  تم تحويل القفص إلى مكان للإقامة في السبعينيات. تمتد الفيلا التي تعود إلى القرن السادس عشر والتي أصبحت الآن جناحًا للمبنى الرئيسي على طول الواجهة الشمالية من حديقة الدولفين إلى الجدار المطل على الشارع. بشكل عام، قد تصل مساحة المبنى بأكمله إلى ضعف حجم الفيلا الرئيسية. 

### التصميم الداخلي

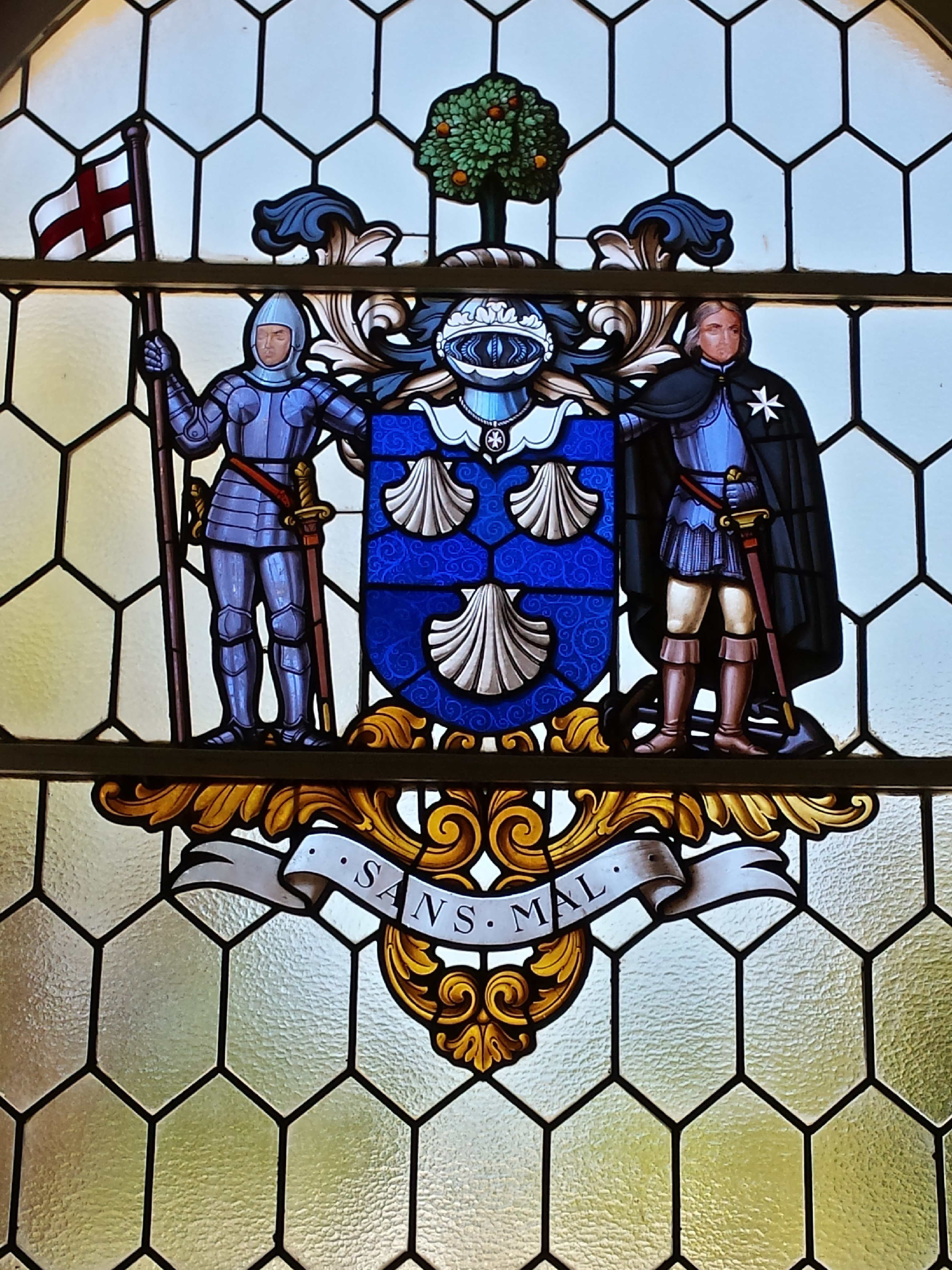
نافذة من الزجاج تحمل شعار ستريكلاند للأذرع في ملحق غرفة الطعام في فيلا بولونيا

يُفتح الباب الرئيسي للفيلا على قاعة كبيرة بها غرف في كل ركن من الزوايا الأربع.  هذه هي غرفة الجلوس، والمكتب، والغرفة الوردية، وغرفة الطعام، التي وسعتها السيدة ستريكلاند إلى ما وراء العرض الأصلي للواجهة الغربية.  توجد في الطرف البعيد من غرفة الطعام هذه النوافذ ذات الزجاج الملون التي تحمل شعارات عائلتي بولونيا وستريكلاند.  في هذه النوافذ يوجد بابان يؤديان إلى الحديقة الجديدة.  يقع المطبخ إلى الشمال من غرفة الطعام. فوق درج فخم، توجد قاعة رقص.  تم بناء هذا الطابق على نفس مخطط الطابق الأرضي وتتكون القاعة من أربع غرف نوم كبيرة.  واحدة من هؤلاء كانت بمثابة غرفة نوم اللورد ستريكلاند وتحتوي على غرفة ملابس كبيرة وحمام رخامي أضافه في عشرينيات القرن الماضي.  تم الآن تقسيم الجانب الغربي من الفيلا إلى شقق. هذه كانت تضم طاقم الخدمة.  هذا الجناح يسبق الفيلا الرئيسية وديكور هذه الغرف أكثر هدوءًا من باقي الفيلا. 

## المأوى
في عام 1942، في ذروة الحرب العالمية الثانية، عندما كان قصف مالطا في أشده، كان من الضروري وضع ملجأ أسفل المنزل. في الواقع، يعد الملجأ الذي تم تشييده في النهاية أحد أكبر الملاجئ الخاصة في مالطا. كان المدخل يمر عبر قبو البيت الرئيسي وهو مزين بدرج من الرخام. أدى هذا الدرج إلى أسفل إلى الغرفة الرئيسية للملجأ الذي كان يعمل في السابق كبئر الفيلا الرئيسي في وقت البناء الأصلي. في الوقت الذي تم فيه حفر الملجأ، كانت هذه الغرفة الرئيسية تعمل على تخزين الغلايات التي توفر التدفئة المركزية للفيلا وتضم أيضًا عمودًا للفحم. يحتوي الملجأ على العديد من الغرف ومنطقة تعمل كمستوصف أو غرفة ولادة. تتميز هذه الغرفة بجدران مغطاة بالبلاط وأرضية من البلاط. كما تم تجهيزها بالكهرباء. لم يكن هذا المأوى احتياطيًا خاملًا. الفيلا قريبة جدا من تاكالي حيث كان يقع المطار العسكري للدفاع عن مالطا خلال الحرب العالمية الثانيّة. تم قصف الفيلا نفسها وهبط طيار ألماني بالمظلة إلى الحديقة بعد أن خرج بكفالة من طائرته المحترقة. الملجأ مفتوح للجمهور ويمكن الوصول إليه من خلال درج حلزوني كان في الأصل مخرج الطوارئ للمأوى.

## الحديقة

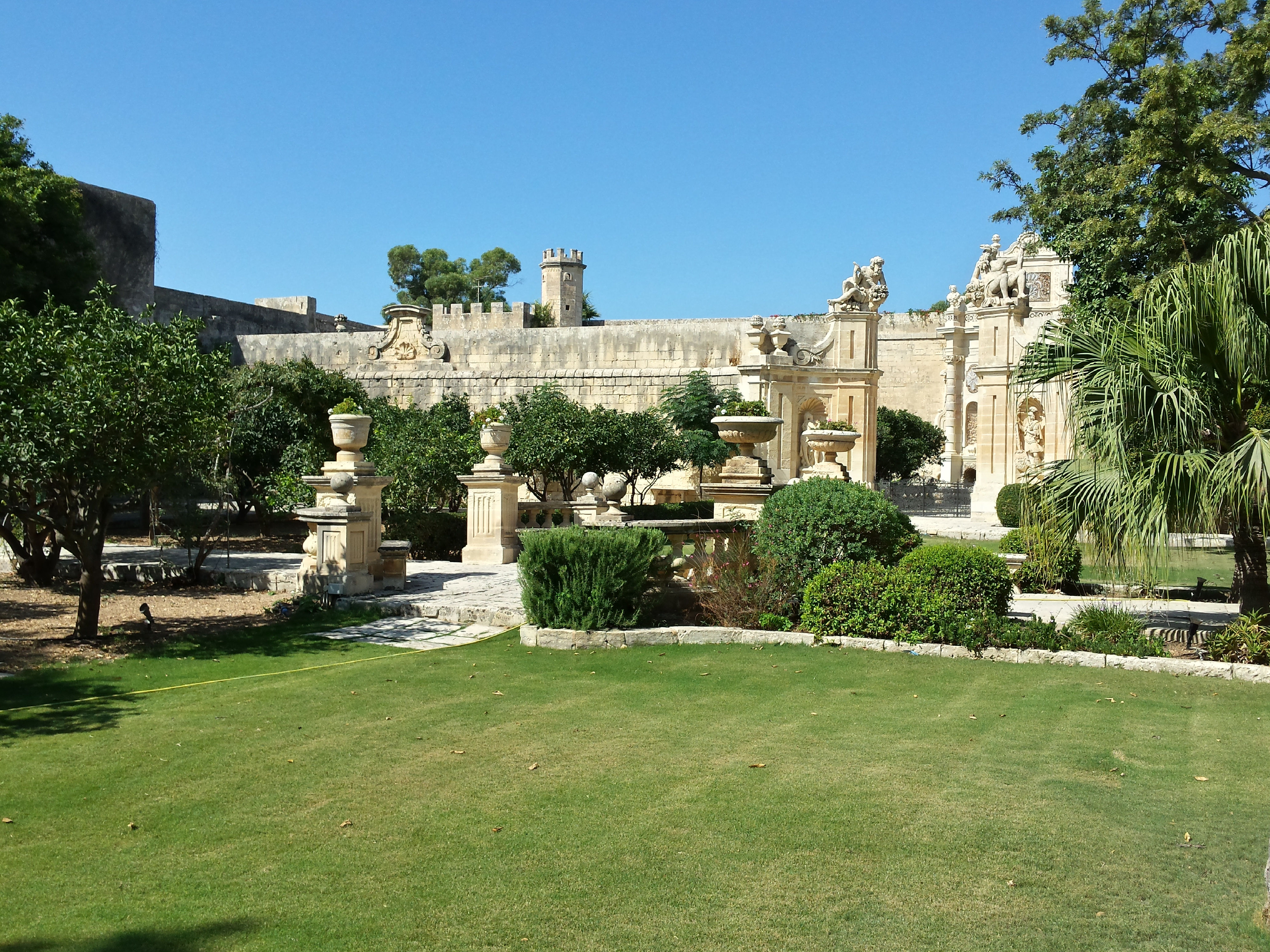
تم إنشاء حديقة باروك فيلا بولونيا في وقت البناء الأصلي للفيلا في عام 1745.

فيلا بولونيا عبارة عن منزل ريفي فخم على طراز الباروك المتوسطي. على الرغم من كونها رائعة حقًا في حد ذاتها، إلا أنها تكتسب من خلال حدائقها الفريدة شهرةً أكثر في سجلات العمارة المالطية. تم تصميم حدائق فيلا بولونيا على مرحلتين. يعود تاريخ الحديقة الأصلية، المعروفة باسم حديقة الباروك (بالإنجليزية: Baroque Garden)‏، إلى البناء الأصلي في عام 1745. تم تصميم هذه الحديقة على الطراز التقليدي بتصميم متناسق وأشجار الحمضيات في جميع الأنحاء. في وقت لاحق، تمت إضافة المروج وزرع الأشجار الغريبة. تُعتبر هذه الحديقة رائعة بسبب حدائقها. توجد بوابة باروكية تؤطر يُمكن النظر عبرها إلى العشب في الحدائق. بعد انتهاء فترة ولايته كحاكم، أعاد اللورد ستريكلاند الشتلات من أستراليا وزرع غريفيلية واثنين من الأشجار الأسترالية الأخرى في حديقة الباروك. واصلت ليدي ستريكلاند هذا الاتجاه بإضافة أنواع غريبة مثيرة للاهتمام إلى الحديقة وأصبح جزء البستان البرتقالي الأقرب للفيلا ببطء مشتلًا صغيرًا تم فيه استبدال أشجار البرتقال بأشجار غريبة كبيرة (جكرندة، إلخ). تم أيضًا زرع بعض الأشجار الغريبة حول حدود هذه الحديقة، بما في ذلك ما يُحتمل أن يكون أول وأقدم شجرة أفوكادو في مالطا بالإضافة إلى عينة من الفلفل الإفرنجي. مع نضوج هذه الأشجار، عانت الحمضيات في تلك المنطقة. ومع ذلك، فإن الظل المقدم خلق منطقة ممتعة للترفيه، لذلك تم تزيين هذا الجزء من حديقة الباروك بأحجار الرصف المالطية. في الخمسينيات من القرن الماضي، تم تعديل الحديقة بشكل إضافي ووضع مروجان في وسط الحديقة مع صف من الدرابزينات يفصل المنطقة المرصوفة عن العشب. على الرغم من هذه التعديلات، يحتفظ هذا الجزء من الحديقة بطابعه الباروكي ويهيمن عليه تمثال الباروك. 

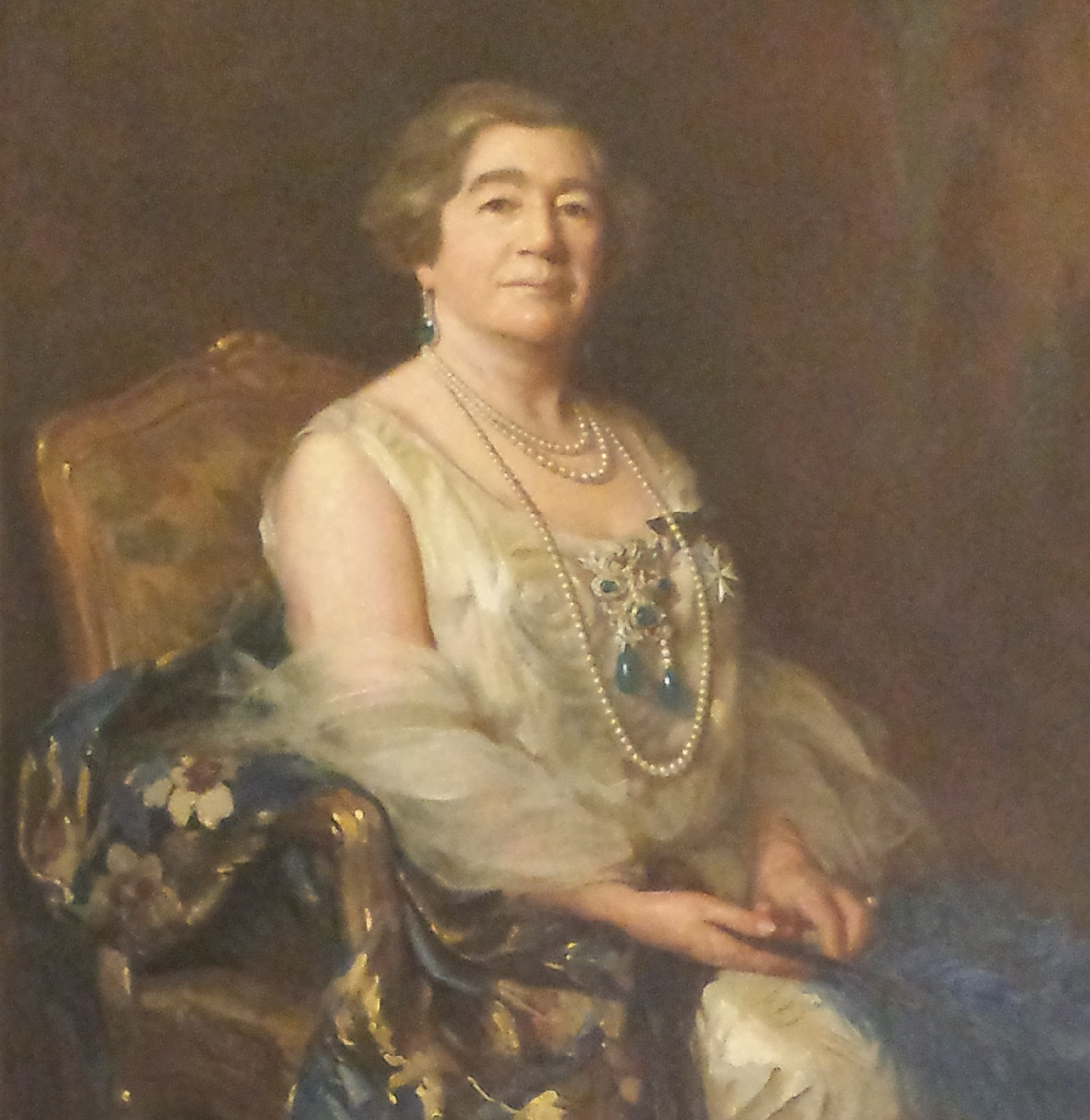
صورة زيتيّة لليدي ستريكلاند من رسمِ إدوارد كاروانا دينجلي، موجودة في غرفة الطعام في فيلا بولونيا

وضعت السيدة ستريكلاند الحديقة الجديدة بعد أن تزوجت من اللورد ستريكلاند في عام 1926. جاءت السيدة ستريكلاند، وهي امرأة إنجليزية، من ثقافة تحترم الحدائق، وكونها ثرية للغاية في حد ذاتها، كانت قادرة على الانغماس في شغفها بالحدائق من خلال إطلاق خيالها على أراضي فيلا بولونيا. وهكذا، بمساعدة صديقتها الكونت جوزيبي تيوما كاستيليتي، قامت ببناء حدائق كبيرة على طول الجانب الغربي من الفيلا. على الأرجح، كانت الحديقة الجديدة مستوحاة من فيلا فرير ولا مورتولا في إيطاليا. قامت بزيادة مساحة الحوزة بشكل كبير، مما جعل المجموع يصل إلى حوالي 7.3 فدان  وأضافت مجموعة من أشجار السرو تذكر بحدائق لا مورتولا الشهيرة على الريفييرا الإيطالية. علاوة على ذلك، قامت بزراعة أول أشجار الجريب فروت والأفوكادو في مالطا، وحديقة نباتية غريبة، بما في ذلك الهليون وأشجار الكرز واليوسفي. علاوة على ذلك، قامت بزيادة ارتفاع جدران العقار وتزيينها بأعمدة وأبراج سداسية. ومن بين الأشجار التي أضافتها أشجار الخروب وأشجار الصنوبر والنخيل في نورفولك. ربما كانت أكثر الإضافات الرائعة التي أدخلتها هي ما يُعرف بالدولفين بوند والبركة الغارِقة، وهما بركتان لا مثيل لهما في مالطا من حيث الجمال والشخصية. أخيرًا، قامت بتركيب نظام ري لقنوات الري المصنوعة من الحجر والمزودة بخزان تحت الماء. كان هذا هو حجم عملها في الحديقة لدرجة أنها كانت توظف في الثلاثينيات 16 بستانيًا يعملون بدوام كامل 10 ساعات في اليوم، 6 أيام في الأسبوع. تحتوي الحديقة الجديدة أيضًا على كوخ صغير وبرج مائي. 

### حديقة الباروك
حديقة الباروك هي الحديقة القديمة للفيلا، وقد تم وضعها في وقت بناء الفيلا في القرن الثامن عشر. هذه الحدائق هي نموذجية للباروك في إيطاليا في ذلك الوقت، مع تصميم متناسق حول الأرصفة المرصوفة بالحصى مع أعمدة تحمل الأواني الحجرية من جميع الأنواع. كانت الحديقة مزروعة في الأصل بجميع أنواع أشجار الحمضيات، وخاصة أشجار البرتقال. في وقت لاحق، وخاصة خلال أيام اللورد ستريكلاند، تمت إضافة المروج وزرع الأشجار الغريبة، بما في ذلك أشجار النخيل، بالإضافة إلى أنواع أخرى من أشجار الفاكهة. كما تم إضافة الشجيرات المزهرة والزواحف إلى هذه الحديقة.

### المبنى الكبير

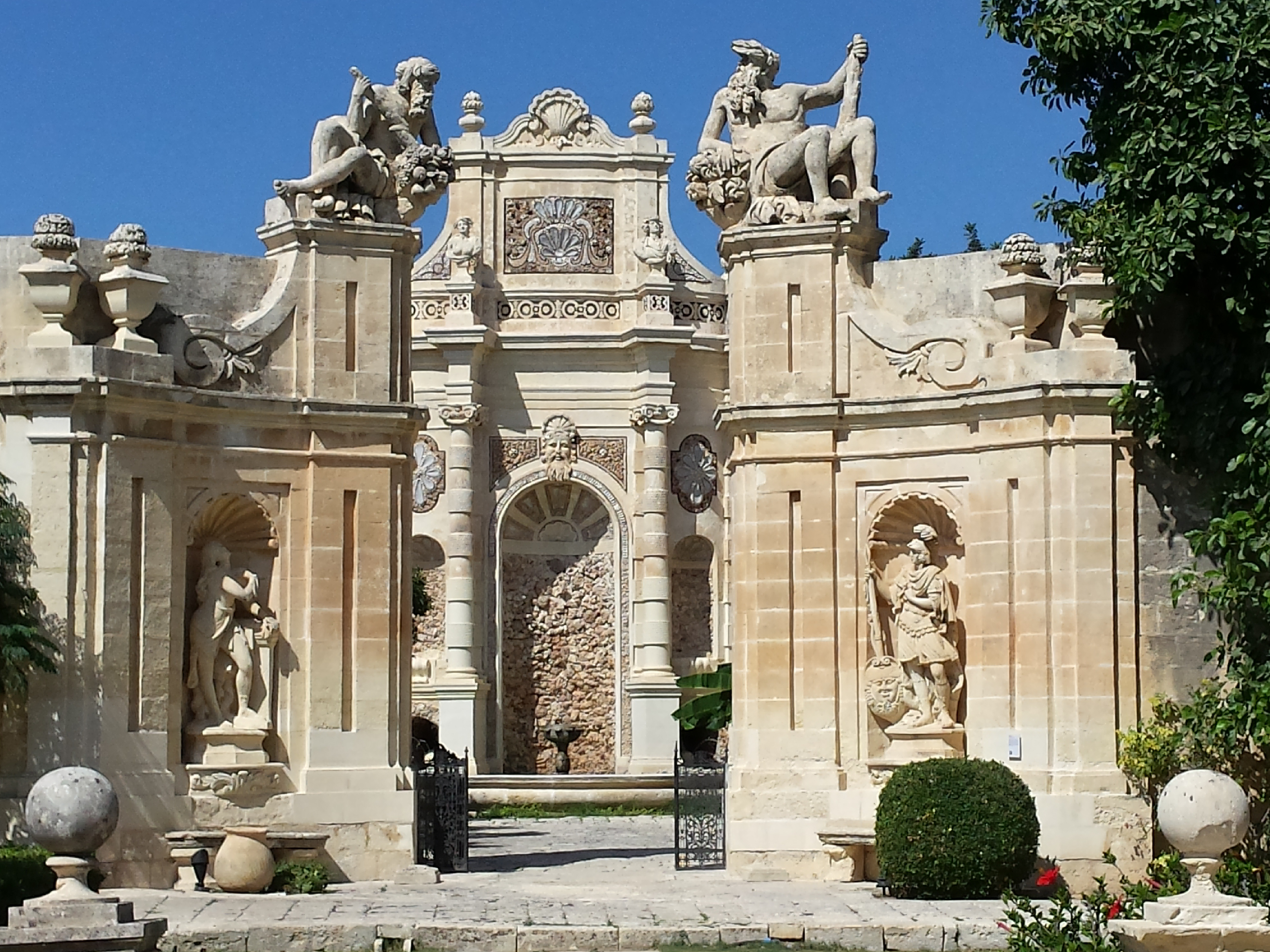
المبنى الكبير الذي يُرى من خلال بوابة الباروك في حديقة الباروك

اثنان من أبرز الميزات في حديقة الباروك هما المبنى الأكبر الذي يقعُ على مقربةٍ من نافورة بنيت في القرن الثامن عشر على طراز الروكوكو وهي واحدة من أفضل استخدامات الروكوكو في مالطا. يشملُ الروكوكو المواد الشبيهة بالشعاب المرجانية، والأصداف البحرية الحقيقية. تؤطر الأعمدة الريفية المنافذ والألواح بينما تملأ النافورة الأشكال المستمدة من الأساطير الكلاسيكية أو تجسيدات الطبيعة. هناك أيضًا دلافين تعمل كممرات مائية ونيريد تعمل ككاتيدات. على رأس النافورة تماثيل نصفية من الفصول الأربعة. يوجد فوق النافورة نحت لوجه نبتون واللوحات الرئيسية احتوت على تماثيل باخوس وبان. غير أن هذين التمثالين تضررا عندما سقطتا في النافورة وينتظران حاليًا ترميمهما. كل هذه الأشكال منحوتة بأسلوب الروكوكو.

### بوابة الباروك
تعتبر بوابة الباروك أقل تعقيدًا ولكنها ليست أقل قوة. على الجانب الأيسر من البوابة يوجد تمثال لكليوباترا تعلوه صورة مستلقية لإله نهر النيل. على الجانب الآخر من البوابة يوجد تمثال لمارك أنتوني وفوق هذا التمثال يوجد تمثال مائل لإله نهر التيبر. البوابة، كما هي جميلة، تأتي بمفردها عندما ينظر المرء من خلالها نحو الغرب، والتي يبدو أنها تؤطر Nymphaeum الكبيرة لتأثير ساحر. 

### بركة الدلافين

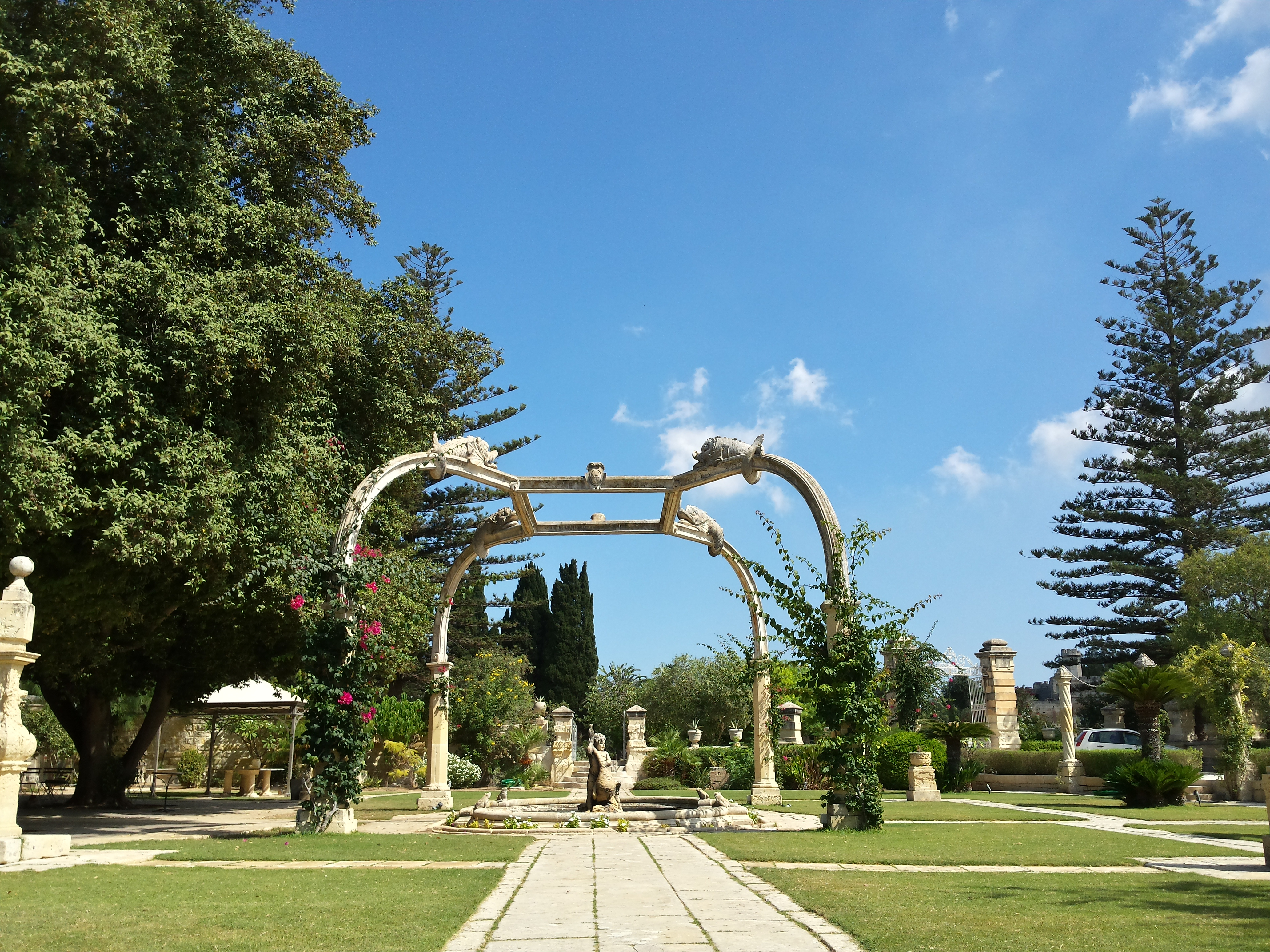
بركة الدلافين في الحديقة الجديدة خلف فيلا بولونيا

تعد بركة الدلافين واحدة من أكثر المساحات الجذابة بصريًا في نيو جاردن (بالإنجليزية: New Garden)‏. هذه بركة في وسطها تمثال لصبي يحتضن بجعة ينبع من منقارها ينبوع ماء. في كل ركن من أركان البركة، ينفث الضفدع الماء في البركة. ترتفع على أعمدة حول البركة أربعة أقواس تلتقي في زوايا مستطيل أعلى البركة مباشرة. يوجد على كل قوس دولفين حجري منحوت على الطراز الباروكي. كانت هذه الدلافين تنفث المياه أيضًا ولكن هذه الميزة قيد الاستعادة حاليًا. تقع البركة في منتصف مساحة مقسمة إلى مروج مفصولة برصيف مرصوف بالحصى ومحاطة بسياج من نبات السالفيا. كانت أشجار النخيل المهيبة تسيطر على العشب ولكن تم القضاء عليها من قبل سوسة النخيل الحمراء (Rhynchophorus Ferrugineus) التي اجتاحت مالطا بين عامي 2005 و 2010. ومع ذلك، منذ ذلك الحين، تم زرع أشجار نخيل أخرى لتحل محل تلك التي فقدت بسبب سوسة النخيل الحمراء ولكنها ستستغرق عدة سنوات حتى تصل إلى مرحلة النضج. إحدى السمات الجديرة بالملاحظة في هذه المنطقة هي أبعادها الاستثنائية. هذه هي الدقة الرياضية لهذه النسب لدرجة أنه على الرغم من حجم هذه المنطقة، لا يبدو أنها تقزم أي عنصر فيها ويبدو أنها مناسبة في الحجم بدلاً من كونها مفرطة بأي شكل من الأشكال. 

### البركة الغارقة

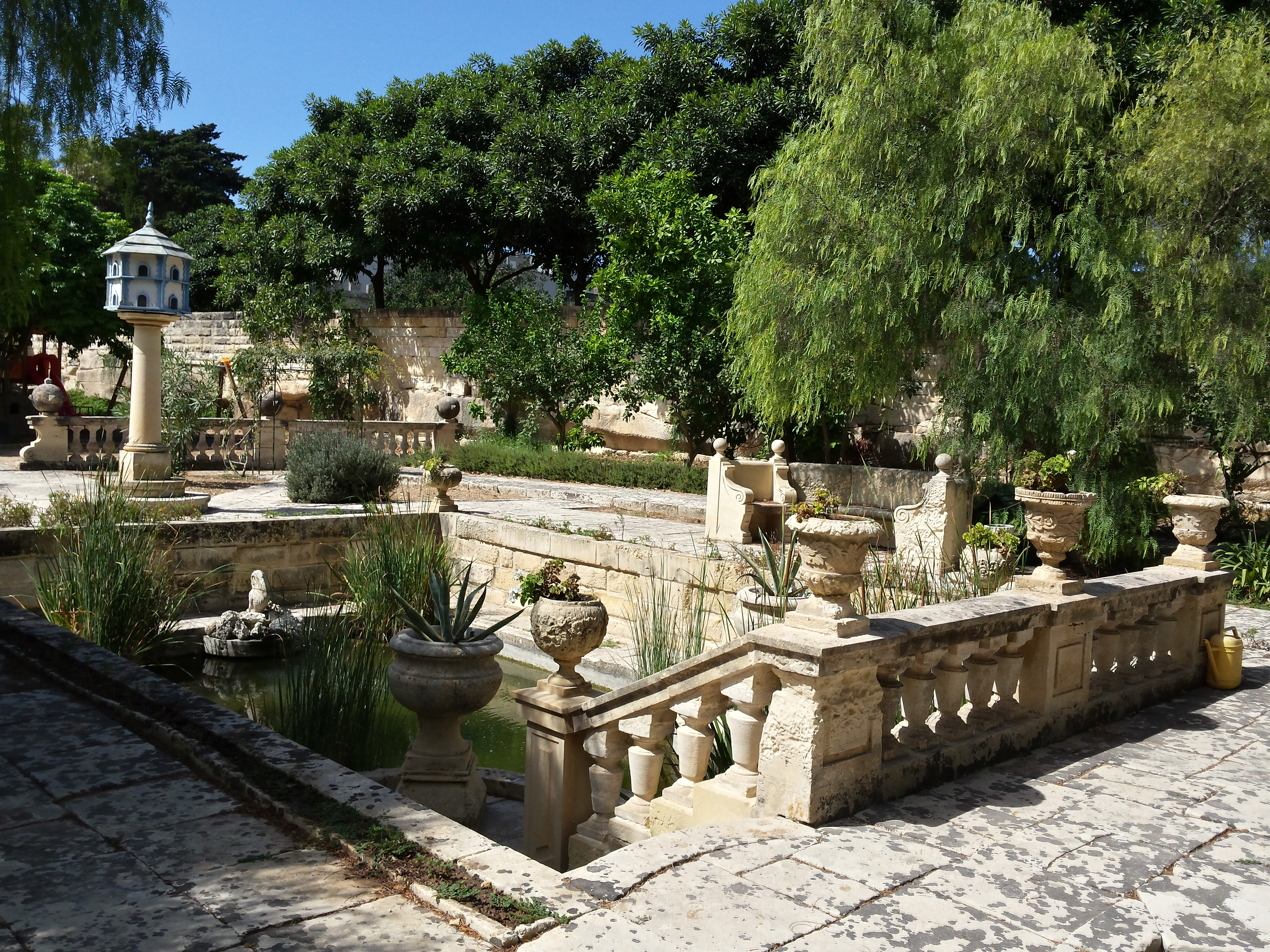
البركة الغارقة في الحديقة الجديدة في فيلا بولونيا

عندَ صعود مجموعة من السلالم المؤدية غربًا من بركة الدلافين، تُوجَدُ منطقة أصغر حجمًا بكثير ولكنها جذابة للزوار.  بعد الدرج والانعطاف يسارًا من خلال عريشة، يجري المرء في بركة ذات طابع غير عادي.  هذه هي البركة الغارقة، وتسمى كذلك لأنها غارقة في أعماق أرضيات الحجر الجيري. على الجانب الشمالي من البركة، يوجد درابزين يؤدي إلى البركة عن طريق مجموعة من السلالم على جانبي البركة.  يوجد ممشى حول البركة على نفس المستوى.  توجد أواني حجرية لنباتات الصبار ونباتات أخرى حول محيط البركة، وبجعة حجرية، تعمل كنافورة، على الجانب الجنوبي.  النمو في الزوايا هو اندفاع المياه.  على المستوى الرئيسي، بجانب البركة، يوجد مقعدين حجريين شبه دائريين مظللين بأشجار الفلفل البيروفي. على الجانب الجنوبي من البركة، يوجد الحمام النبيل الذي كان يضم في السابق مستعمرة كبيرة من الحمام.  يضفي الحجم الصغير لبحيرة سونكن والمنطقة المحيطة، جنبًا إلى جنب مع طابعها غير العادي، إحساسًا بالألفة والسحر على هذه المنطقة، مما يلفت انتباه العديد من زوار الفيلا.

## الفخار

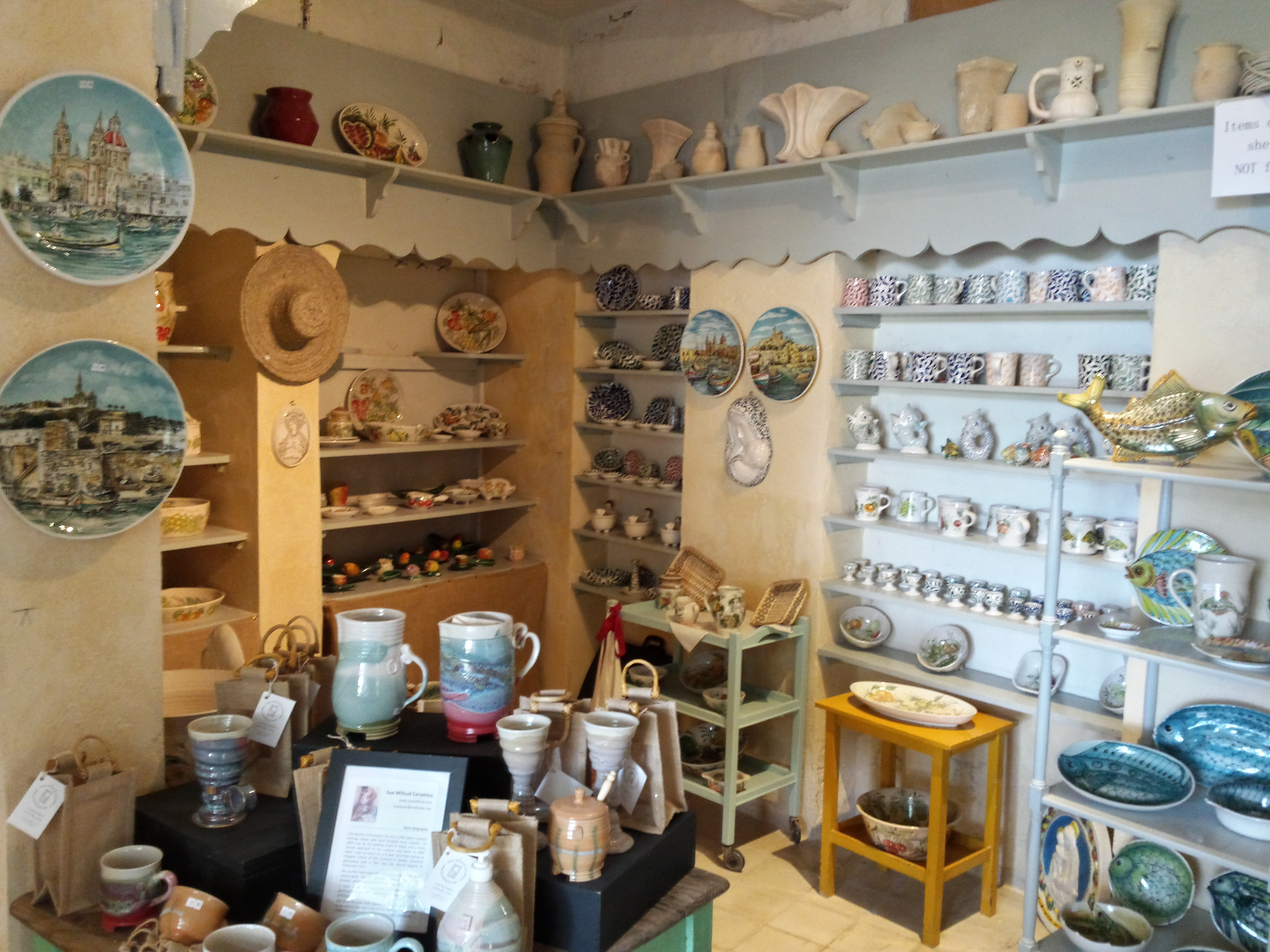
مجموعة كاملة من الأواني الخزفية التي كانت مشهورة في مالطا خاصّة في السنوات التي أعقبت الحرب العالمية الثانية.

تحولت سيسيليا دي ترافورد إلى الفخار لتوظيف الفنانين المحليين وإنتاج الأواني الفخارية المالطية الأصيلة. يعود أصل الفخار إلى الفخار الذي كان يديره صديق العائلة الكونت جوزيبي تيوما كاستيليتي قبل الحرب العالمية الثانية. أثناء الحرب، قام الكونت بتخزين مخزونه في قبو في فيلا بولونيا، والذي كان محظوظًا بالفعل لأن الفخار الذي كان يمتلكه، ثم في مكان منسي الآن في تا قالي، تعرض للقصف بقنبلة. بعد ذلك، في عام 1951، حدث لسيسيليا، والدة جيرالد، أن نصبت فخارًا في الاسطبلات القديمة لمواصلة عمل الكونت جوزيبي تيوما كاستيليتي. في ذلك الوقت، كانت تسمى "جمعية مالطا للصناعات" لأنها شكلت جزءًا من مجموعة من الصناعات، بما في ذلك النسيج، التي أنشأتها سيسيليا. في الواقع، كانت هذه هي الصناعات الأولى التي تم إنشاؤها للعمال المالطيين في وقت كان فيه الاقتصاد المالطي يتنوع من واحد يعتمد فقط على خدمة القوات البريطانية. في النهاية، اكتسب الفخار هويته الخاصة واسم "سيراميكا سيراسينا"، والذي تم تغييره الآن إلى "سيراميكا مالتيجا". كان تشارلز بون هو اللاعب الرئيسي المسؤول عن إنشاء الفخار، وهو فنان بارز وخزاف من بوتنهام، ساري. في عام 1951، طلبت سيسيليا من تشارلز البالغ من العمر 25 عامًا أن يأتي إلى مالطا لبدء صناعة الفخار، والذي كان يهدف بعد ذلك إلى توفير فرص عمل للنساء. فعل هذا مع زوجته النحاتة شيلا ميتشل خلال ستة أسابيع في مالطا عام 1952. في ذلك الوقت، لم يتم صنع الفخار المزجج في مالطا على الإطلاق، لذلك أصبح الفخار الأول من نوعه في مالطا. بدأ الفخار من الصفر، لذا واجهت إدارتها وفنانونها صعوبة في تطوير أسلوب فني كان مميزًا عن الطابع المالطي، ويرجع ذلك أساسًا إلى احتلال مالطا لعدة قرون، لذلك سيطر فنها على تأثيرات شخصية أجنبية. بطبيعة الحال، أعاق هذا تطور أسلوب مالطي مستوطن. ومع ذلك، استخدم الفخار فنانين مثل كارمل جيرادا، الذي طبق أنماط الدانتيل المالطي على السيراميك، وألدو كريمونا، الذي طور نمط التمرير الذي يزين الكثير من أعمال الفخار حتى اليوم. 

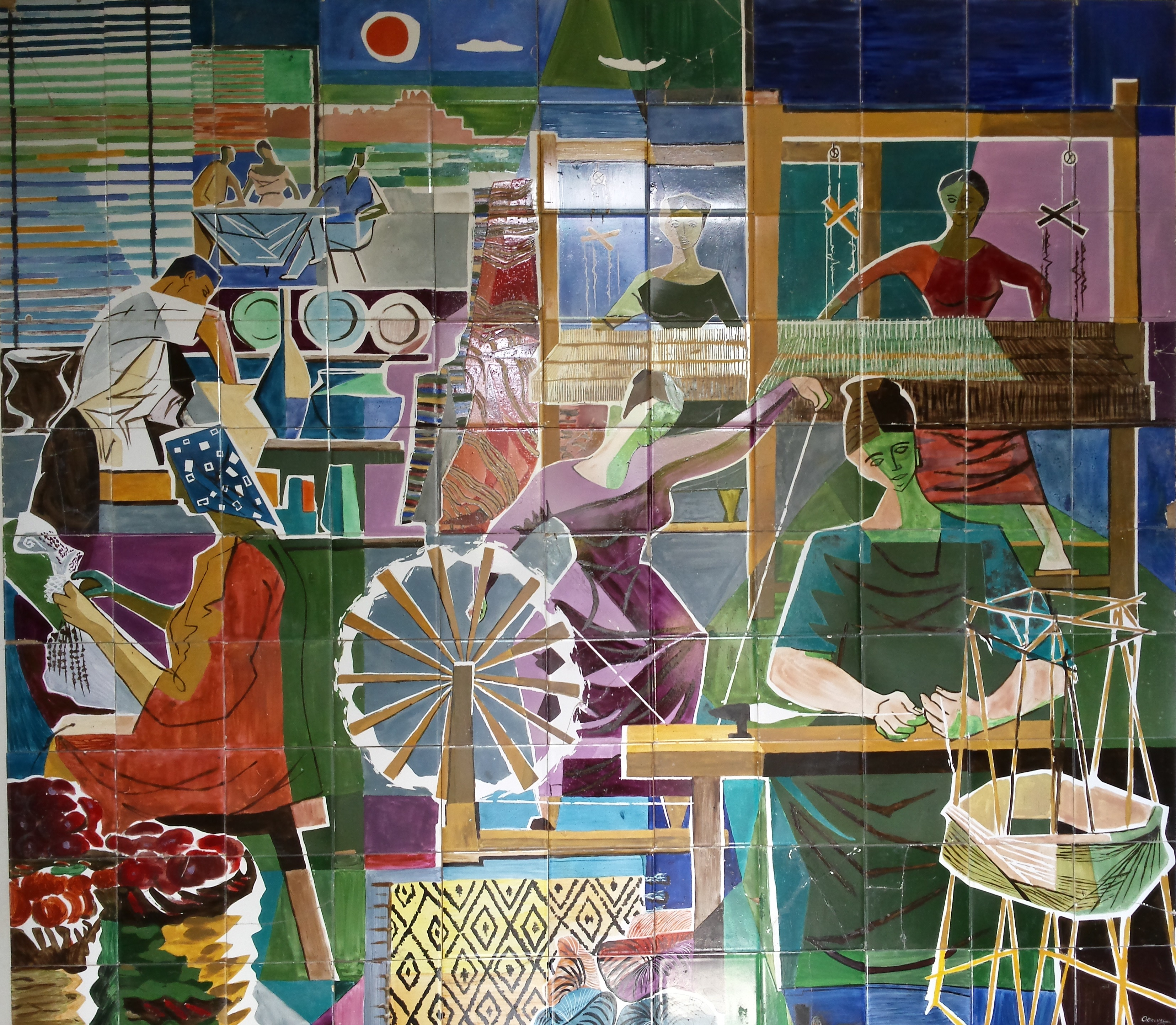
لوحة تُعبّر عن صناعات دي ترافورد بريشة فرانك بورتيلي عام 1962.

معظم الأعمال الخزفية التي أنتجها الفخار منذ سنوات تشغيله الأولى كانت دائمًا من الخزف الأبيض الزلق. يتخصص الفخار في إنتاج عناصر مثل أطقم الطعام، والتمثيلات المنمقة للحياة المتوسطية، وصور القديسين، ومصابيح الدلافين والأناناس الشهيرة، وألواح كبيرة مزينة بمناظر من الحياة المحلية. الألوان المستخدمة هي الألوان الطازجة والمشرقة لمالطا والتصاميم نفسها، وهي الأسماك والفاكهة وأنماط التمرير والدانتيل. جميع منتجات الفخار مصنوعة ومطلية يدويًا بحيث تكون كل قطعة فريدة تمامًا.

## اليوم

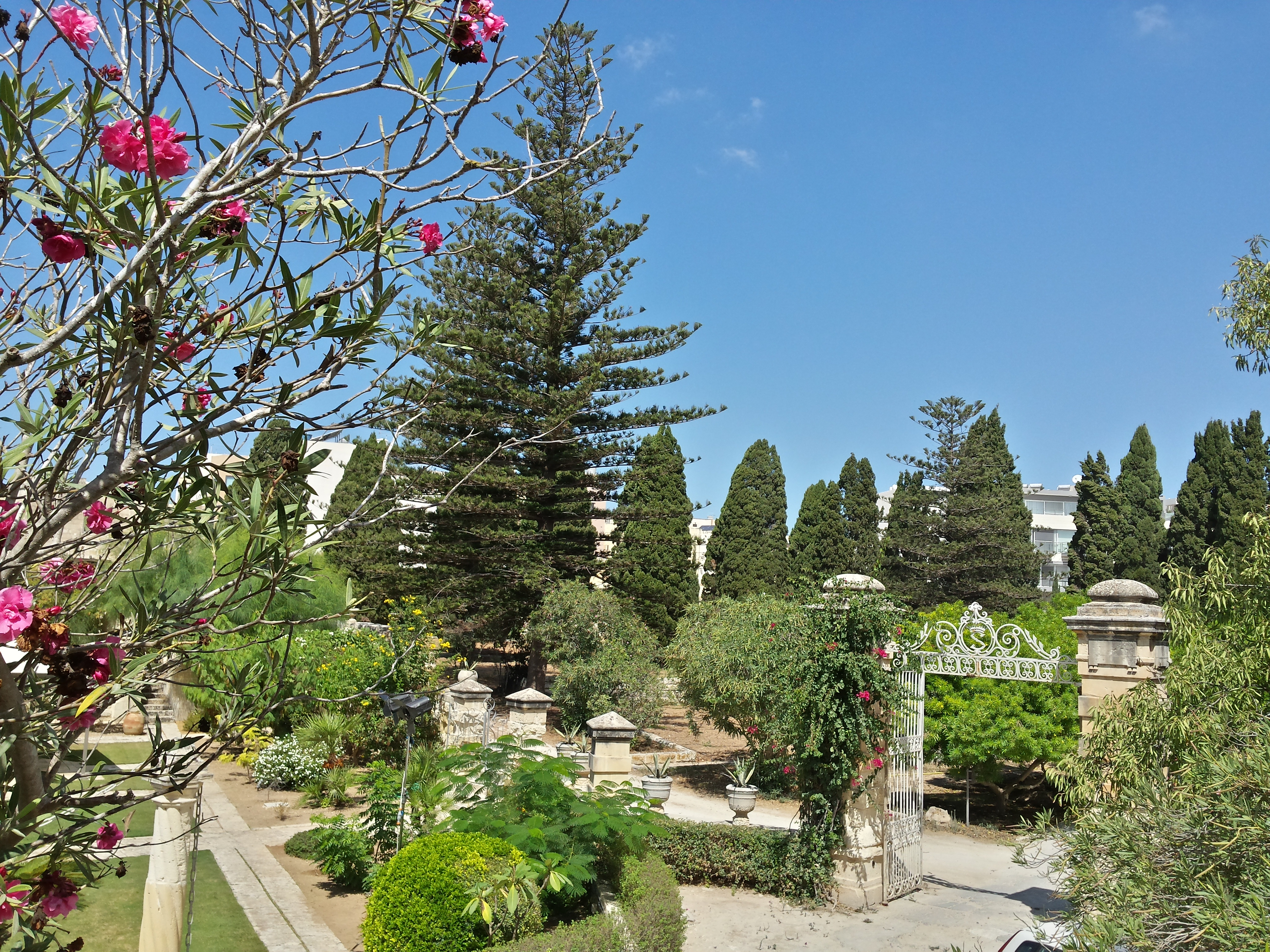
صورة تُبرز جزءًا من فيلا بولونيا خلال خضوعها لعملية تجديد شاملة.

لا تزال فيلا بولونيا مقر إقامة دي ترافوردز (بالإنجليزية: de Traffords)‏، أحدث جيل من أحفاد فابريزيو جريتش، الرجل الذي بناها. مثل جميع العقارات الأخرى، فقد واجهت ثروات متفاوتة على مر القرون. بعد وقت قصير من وفاة السيدة ستريكلاند، المرأة التي غيرت ثروات الحوزة في فترة ما بين الحربين، ضرب الاضطراب السياسي والاقتصادي لفترة إنهاء الاستعمار في تاريخ مالطا الفيلا وثروات الأسرة بشدة.  في الآونة الأخيرة، تقوم الأسرة بإحياء الفيلا من خلال تحويلها إلى عقار عام.  الحدائق الآن متاحة بالكامل للجمهور ويمكن حجز الفيلا لأحداث الشركات والفعاليات الخاصة من جميع الأنواع.  كما هو الحال مع جميع هذه العقارات، تعد الفيلا مكانًا شهيرًا للتصوير.  لم يتراجع اهتمام الأسرة بالبستنة منذ أيام السيدة ستريكلاند. تجري العديد من مشاريع البستنة، مع أساليب البستنة والزراعة التي هي طبيعية قدر الإمكان.  منتج الفيلا معروض للبيع للجمهور من أراضي العقار.  المنزل نفسه والمجموعات ليست متاحة بعد للجمهور نظرًا لأنه يجب إجراء الكثير من عمليات الترميم قبل إتاحتها على هذا النحو.  ومع ذلك، فإن ملجأ الحرب العالمية الثانية متاح مجانًا لأي شخص يقوم بجولة في الحديقة.  كما هو الحال دائمًا، تعتبر العائلة راعًا مخصصًا للأحداث الخيرية، وتستضيف الفيلا العديد من هذه الأحداث على مدار العام. 
أشياء كثيرة تجعل فيلا بولونيا فريدة من نوعها، لكنها الإقامة الدائمة للعائلة التي تبث الحياة والروح فيها.  يتم إحياء عظمة المنزل والطابع الرائع للحدائق من خلال العمل الذي تضعه الأسرة في صيانته وتطويره بغرض تحويله إلى مركز اجتماعي ثقافي رئيسي في الحياة المالطية.  قبل كل شيء، يعود الفضل في ذلك إلى الأصول الانتقائية للعائلة التي تمتلك الفيلا إلى أن ما كان يومًا ما منزل ريفي متوسطي نموذجي على طراز الباروك الإيطالي قد تحول إلى ما هو في الأساس منزل إنجليزي فخم تحت البحر الأبيض المتوسط الشمس.  الفيلا مدرجة في الجرد الوطني للممتلكات الثقافية للجزر المالطية.

## الزوار البارزون
- فرا أندرو بيرتي
- اللورد مونتباتن
- الملكة إيليزابيث الثانية
- ديفيد نيفن
- نويل كوارد
- ريمون دي ترافورد
- جوليان هكسلي
- دومينيك مينتوف
- ديزموند موريس

## فهرس
- أتارد مونتالتو، جون، نائب عام محارب وسلالة بولونيا الحاكمة، صنداي تايمز أوف مالطا، 2 مايو 2004، ص. 41.
- Ciappara، فرانس، محاكم التفتيش الرومانية في مالطا المستنيرة، مالطا : Pubblikazzjonijiet Indipendenza، 2000.
- غوتشي، تشارلز، علم أنساب العائلات النبيلة في مالطا، المجلد 1، الخليج للنشر، فاليتا 1981.
- Jackewicz Johnston، Shirley، Splendor of Malta، Rizzoli International Publications، New York 2001.
- لندن جازيت: https://www.thegazette.co.uk.
- ماهوني، ليونارد، تاريخ العمارة المالطية من العصور القديمة حتى 1800، مطبعة فيريتاس، مالطا 1988.
- MEPA: http://www.mepa.org.mt/.
- الند: http://www.thepeerage.com.
- باين، إل جي، (محرر. )، Burke's Peerage، 100th Edition، London 1953.
- ملحق الممتلكات والبناء، تايمز أوف مالطا، الأربعاء 15 يناير 2014.
- سانت فورنييه: سانت فورنييه.
- سميث، هاريسون وكوستر، أدريانوس، لورد ستريكلاند خادم التاج، المجلد 1، مطبعة التقدم، فاليتا 1984.
- سميث، هاريسون وكوستر، أدريانوس، لورد ستريكلاند خادم التاج، المجلد 2، مطبعة التقدم، فاليتا 1986.
- فيلا بولونيا: http://www.villabologna.com/.